# Curuzú Cuatiá (kommunhuvudort)
Curuzú Cuatiá (guarani: Kurusu Kuatia) är en kommunhuvudort i Argentina.   Den ligger i provinsen Corrientes, i den nordöstra delen av landet, 500 km norr om huvudstaden Buenos Aires. Curuzú Cuatiá ligger 79 meter över havet och antalet invånare är 36 390.
Terrängen runt Curuzú Cuatiá är mycket platt, och sluttar österut.
Trakten runt Curuzú Cuatiá består i huvudsak av gräsmarker. Runt Curuzú Cuatiá är det mycket glesbefolkat, med 7 invånare per kvadratkilometer.